# Love, Lust, Faith and Dreams
Love, Lust, Faith and Dreams (stilizirano kot LOVE LUST FAITH + DREAMS) je četrti album rock skupine 30 Seconds to Mars.
Izšel je leta 2013 pri založbi Virgin Records.

## Seznam skladb
Vse pesmi je napisal in uglasbil Jared Leto, razen kjer je drugače zapisano.
| Št.             | Naslov              | Pisec           | Dolžina |
| --------------- | ------------------- | --------------- | ------- |
| 1.              | „Birth‟             |                 | 2:07    |
| 2.              | „Conquistador‟      |                 | 3:12    |
| 3.              | „Up in the Air‟     |                 | 4:36    |
| 4.              | „City of Angels‟    |                 | 5:02    |
| 5.              | „The Race‟          |                 | 3:40    |
| 6.              | „End of All Days‟   |                 | 4:46    |
| 7.              | „Pyres of Varanasi‟ |                 | 3:12    |
| 8.              | „Bright Lights‟     |                 | 4:51    |
| 9.              | „Do or Die‟         |                 | 4:08    |
| 10.             | „Convergence‟       | S. Leto         | 2:01    |
| 11.             | „Northern Lights‟   |                 | 4:44    |
| 12.             | „Depuis le début‟   |                 | 2:33    |
| Skupna dolžina: | Skupna dolžina:     | Skupna dolžina: | 44:52   |